# Criminal Macabre
Criminal Macabre: A Cal McDonald Mystery es una serie de cómics protagonizada por Cal McDonald, un antihéroe estadounidense creado en 1990 por el guionista Steve Niles. Las aventuras del personaje han sido publicadas por Dark Horse Comics y más tarde IDW Publishing.
Cal es un símil de John Constantine, un detective de lo paranormal cuyas aventuras son publicadas por DC Comics. Toma drogas ilegales, y se relaciona con una red de monstruos que le ayudan en sus casos. A la policía no le importa estar relacionada con Cal.

## Historia editorial
La primera historia de Cal McDonald, llamada "Big-Head", se publicó en 1990 como parte del cómic antológico Fly in My Eye: Daughters of Fly In My Eye, de Arcane Comix, con dibujos de Jim Whiting. Esa historia llevó directamente al arco argumental de cuatro partes "Hairball", serializada en los números 102 a 105 de Dark Horse Presents en 1996. "Hairball" fue editada más tarde como un especial.
Las apariciones posteriores de Cal se produjeron en dos novelas de 2002, Savage Membrane, y Guns, Drugs and Monsters. En esta última, Cal se mudó a Los Ángeles, tras seguir a una cabeza cortada viviente en busca de su cuerpo.
Tras las novelas, Cal volvió al cómic en la miniserie de Dark Horse Comics Criminal Macabre (2003) con dibujos de Ben Templesmith. Ambos volverían a reunirse para el especial "Love Me Tenderloin" en 2004. Las aventuras de Cal han continuado en otras miniseries, como "Last Train to Deadsville" y "Supernatural Freak Machine", ambas dibujadas por Kelley Jones, en las que se reencontró con la cabeza cortada. Después, protagonizó la miniserie "Two Red Eyes" cKn dibujos de Kyle Hotz, en la que batallaba con el vampiro Nosferatu. También hizo una breve aparición en una historia corta, publicada por Dark Horse Comics, llamada Drawing on your Nightmares, otra vez dibujada por Ben Templesmith. Desde ese momento, pasó a protagonizar "My Demon Baby" y "Cell Block 666" con dibujos de Nick Stakal. La serie "Two Red Eyes" empezó una tendencia que continuó en "My Demon Baby", en la que el actor Thomas Jane representaba a Cal en las portadas, estilizadas por el artista Tim Bradstreet.
En 2003 se publicó otra novela del personaje, titulada Dial M for Monster: A Cal McDonald Collection. Esta novela incluía varias historias cortas protagonizadas por Cal.
Criminal Macabre: The Complete Cal McDonald Stories recopila todas las historias cortas en prosa protagonizadas por Cal McDonald hasta este momento. Se publicó en el 26 de diciembre de 2007.

## Títulos de la serie
- Hairball (especial publicado por IDW, que recopila Dark Horse Presents v1 102-105)
- Criminal Macabre (miniserie de 5 números publicada por Dark Horse, 2003)
- Love Me Tenderloin (especial publicado por Dark Horse, Criminal Macabre 6)
- Drawing on your Nightmares (historia corta publicada por Dark Horse, llamada Letter to B.S.)
- Last Train to Deadsville (miniserie de 4 números publicada por Dark Horse, 2004)
- Supernatural Freak Machine (IDW publicó los números 1a 3; Dark Horse incluyó los números 4 y 5 en el volumen 1 de Criminal Macabre Omnibus y en a recopilación Supernatural Freak Machine)
- Feat of Clay (especial publicado por Dark Horse, 2006)
- Two Red Eyes (miniserie de 4 números publicada por Dark Horse, 2007)
- My Demon Baby (miniserie de 4 números publicada por Dark Horse, 2008)
- Cell Block 666 (miniserie de 4 números publicada por Dark Horse, 2009)
- Call Me Monster (especial publicado por Dark Horse, 2011)
- When Freaks Collide (especial publicado por Dark Horse, crossover con The Goon)
- No Peace for Dead Men (especial publicado por Dark Horse, 2011)
- Die, Die, My Darling! (especial publicado por Dark Horse, recopilado de los números 4 a 6 del volumen 2 de Dark Horse Presents, 2012)
- Final Night (miniserie de 4 números publicada por Dark Horse, crossover con 30 Días de Oscuridad)
- They Fight by Night (especial publicado por Dark Horse, 2012)
- The Iron Spirit (especial gigante de lujo publicado por Dark Horse, 2012)
- The Eyes of Frankenstein (miniserie de 4 números publicada por Dark Horse, 2013)
- The Third Child (miniserie de 4 números publicada por Dark Horse, 2014)

## En otros medios

### Novelas
- Savage Membrane (abril de 2002)
- Dial M For Monster (septiembre de 2003)
- Guns, Drugs & Monsters (febrero de 2005)
- Criminal Macabre: The Complete Cal McDonald Stories (diciembre de 2007)

### Película
Durante algún tiempo, se habló de que una película sobre Cal McDonald estaba desarrollándose. Sin embargo, debido a la naturaleza del personaje, Steve Niles no quiere comrprometer o aburguesar a Cal McDonald, lo que hace difícil conseguir un estudio que financie una película en estas condiciones.

## Ediciones en español
En 2004, Norma Editorial publicó la primera miniserie de Criminal Macabre, dentro de la colección Made in Hell.